# Inmigración italiana en Venezuela
La inmigración italiana en Venezuela constituye uno de los procesos migratorios más destacados en la historia del país. Se compone de ciudadanos venezolanos con progenitores o antepasados venidos de Italia, así como de ciudadanos italianos que han adquirido la residencia o la nacionalidad venezolana.
Desde los tiempos coloniales, este fenómeno ha dejado una huella significativa en la sociedad venezolana, y se estima que aproximadamente cinco millones de venezolanos tienen ascendencia italiana, lo que representa cerca del 16 % de la población total. La migración italiana se intensificó especialmente a lo largo del siglo XX, impulsada por factores económicos y políticos, y dio lugar a una comunidad que ha influido en múltiples aspectos de la vida del país, como la gastronomía, la cultura y el ámbito empresarial. Según datos del 2011 de la Organización Internacional de la Pasta (IPO), Venezuela es el segundo país del mundo en consumo per cápita de pasta, solo superado por Italia.
Estudios genéticos indican que los italianos se encuentran entre los grupos europeos que contribuyen a la composición genética de los venezolanos modernos, y que Italia representa aproximadamente el 27 % de la contribución genética europea.

## Historia
La presencia de italianos en Venezuela se remonta al navegante genovés Cristóbal Colón que desembarcó en Macuro en 1498, seguido del explorador Américo Vespucio (1499) y del marino Giacomo Castiglione (hispanizado cual "Santiago Castellón") creador del primer asentamiento de Nueva Cádiz en la Isla de Cubagua en 1510 (localidad creada para la explotación de las perlas). Francisco de Graterol, nacido hacia 1517, escribano de Venecia, forma parte de los 600 colonos de la expedición del alemán Jorge von Spira, alto funcionario de la casa Welser, que desembarca en Santa Ana de Coro, el 6 de febrero de 1535. Tiempo después viaja con el segoviano Juan de Villegas para fundar a Barquisimeto y se establece en El Tocuyo donde ejerce cargos importantes de gobierno local. Entre los años 1544-1553, vivió en la población de El Tocuyo, el florentino Galeotto Cei, que años después publicó "Viaggio e Relazione delle Indie 1539-1553", y aquí, se hace mención por primera vez, de la palabra hallaca, en italiano florentino "ayacca". En la época colonial solamente algunos centenares de italianos (como Bautista Antonelli y su hijo Giovanni Bautista, Filippo Salvatore Gilii, José Cristóbal Roscio, Francisco Isnardi) llegaron a Venezuela con un leve incremento durante la guerra de independencia, entre los que se incluyen el corsario Giovanni Bianchi, el coronel Agostino Codazzi, Constante Ferrari, Gaetano Cestari, y el general Carlos Luis Castelli.
Varios italianos dedicaron sus vidas por la independencia de Venezuela en los campos de batalla, como Luigi Santinelli (de Nápoles), Bartolomeo Chaves Gandulfo (de Génova), Carlo Cavalli y Cristòbal Pallavicini (del norte de Italia). Algunos murieron: Antonio Pareto, probablemente el primer italiano en sacrificar su vida por la independencia de Venezuela (junto al Dr. Antonio Nicolás Briceño formuló y actuó un plan para liberar a Venezuela en 1813); teniente coronel Passoni, luchó al lado de Bolívar y murió en batalla el 16 de febrero de 1818 (fue el edificador del Fuerte Brión); Manfredo Berzolani, fusilado por el ejército español en Valencia el 10 de junio de 1818; Gaetano Cestari, nombrado en 1818 teniente coronel ayudante general en Angostura, murió en combate en la campaña del Sur; el Capitán Mayor Perrego, muerto en la batalla de La Gamarra, el 27 de marzo de 1819 (su nombre fue celebrado por el mismo Simón Bolívar).

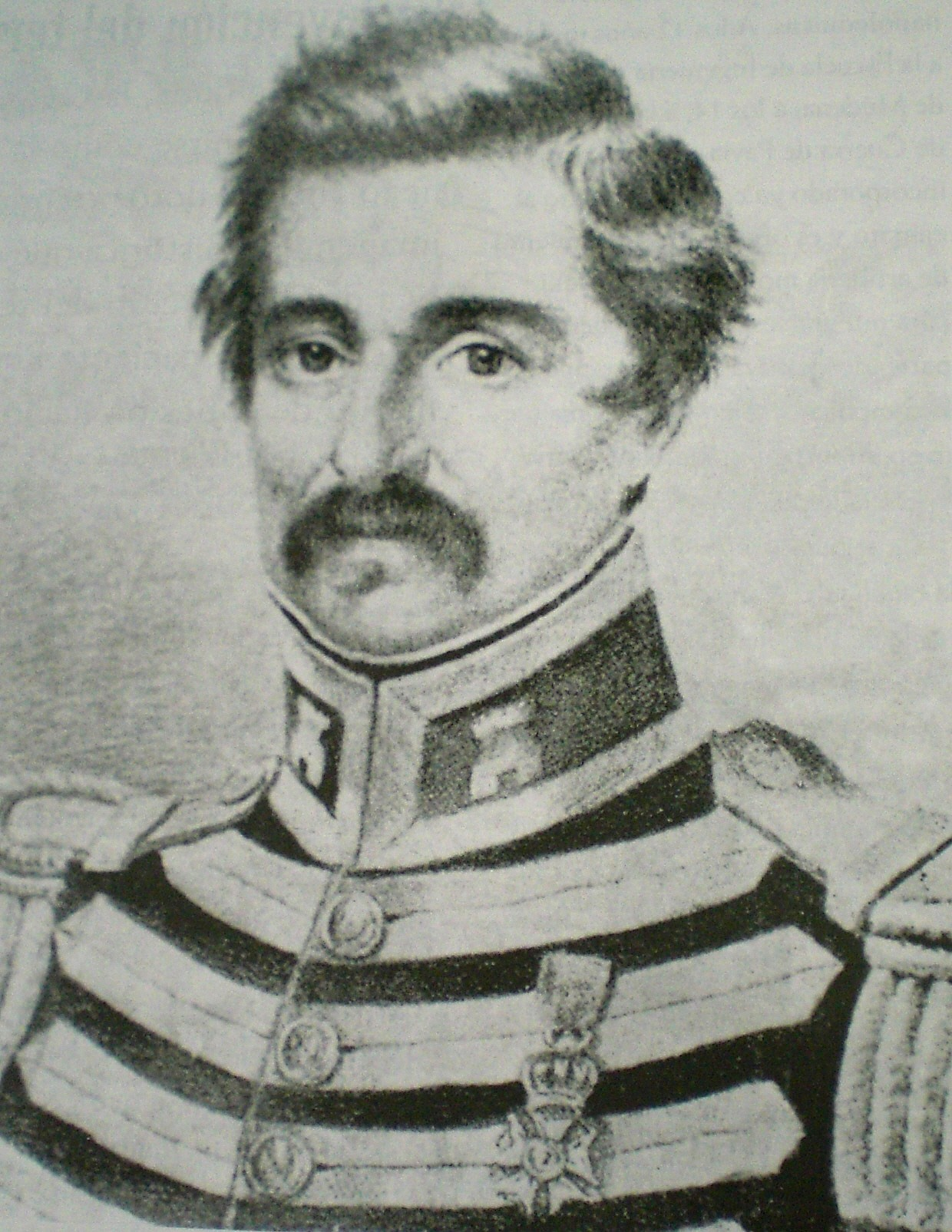
Agustín Codazzi

El jurista y diputado Juan Germán Roscio fue el redactor de la primera constitución republicana de la América Hispana promulgada en Caracas el 21 de diciembre de 1811 (junto con Francesco Isnardi, nacido en Torino). Roscio es considerado un precursor de la defensa de los derechos civiles y la lucha contra la discriminación en Venezuela y toda América, por su defensa de la madre mestiza (Paula María Nieves, nativa de La Victoria.). Roscio fue también presidente del Congreso de Angostura de 1819 y vicepresidente de la Gran Colombia (siendo presidente Simón Bolívar). Antes de morir en 1821, Roscio propuso que la moneda en Venezuela se llamara Bolívar.
En 1841 el general Castelli viajó a Italia y trató de hacer llegar a Venezuela un barco con unos 300 súbditos del Gran Ducado de Toscana, que desafortunadamente se hundió en el Mediterráneo apenas salido del puerto de Livorno. Si bien los naufragos (en su mayoria de la Isla de Elba) fueron rescatados renunció a completar el viaje hacia La Guaira, uno de ellos de nombre Domenico Milano logró realizar el viaje y llegó a Caracas en 1843. Milano (que era un ingeniero agrónomo) fundó los primeros "estudios agronómicos superiores" de Venezuela con el establecimiento de la Escuela Normal de Agricultura (actual Facultad de Agronomía de la Universidad Central de Venezuela) por la Diputación Provincial de Caracas el 9 de diciembre de 1843.
Otros italianos destacados hasta finales del siglo XIX serían Giovanni Battista Dalla Costa (quien siendo gobernador de Guayana erige en Angostura la primera estatua del Libertador Simón Bolívar el 28 de octubre de 1869) y el general Nicolás Rolando, caudillo militar y político.
Cuando se unifica el Reino de Italia el 18 de febrero de 1861 y Venezuela se encuentra bajo la dictadura del general José Antonio Páez (1861-1863), ambos gobiernos suscribieron el denominado "Tratado de Amistad, Comercio y Navegación", firmado en Madrid el 19 de junio de 1861, con Ratificación Ejecutiva del 6 de agosto de 1862 y Canje de las Ratificaciones en París, el 20 de septiembre de 1862.
En 1874 el presidente Antonio Guzmán Blanco compra gran parte de la Hacienda Araira con la finalidad de crear una colonia agrícola con inmigrantes franceses. El 21 de septiembre de ese año, mediante decreto, creó la Colonia Bolívar. Los primeros en asentarse en el lugar fueron quince familias francesas: los Clement, los Olivier, los Penau, entre otros. No todos permanecieron mucho tiempo en el lugar. Tres años más tarde, el 17 de febrero de 1877 llega al puerto de La Guaira el barco Il Veloce con sesenta y cuatro familias de origen italiano, específicamente de la provincia de Belluno. Esas familias se asentarán en la Colonia Bolívar. Entre ellos están: los Begnosi, Bertorelli, Blondi, Brignole, los Dall' Ó (Daló), Dal Magro, De Lion, Fregona, Livinalli, Melcior (Melchor), Menegatti, Pittol, Pellin, Possamai, Sandon, Sponga, Sommavilla (Sumabila), Zanella, entre otros.

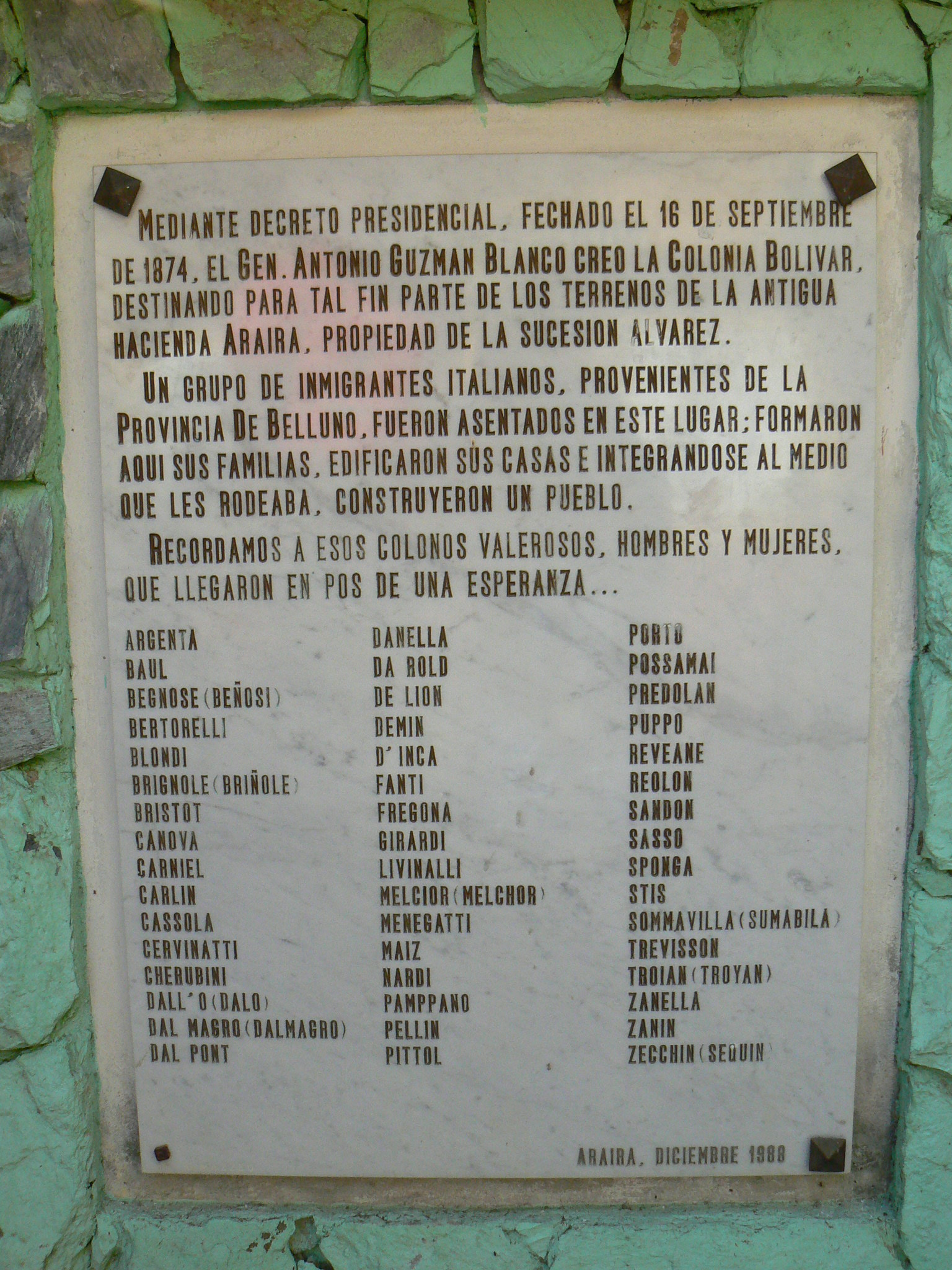
Placa conmemorativa con los nombres de los fundadores de Araira (Estado Miranda)

En el año 1882, José María González, gobernador de la Colonia Bolívar, gestionó para que estas familias, que estaban dispersas en distintos lugares del distrito, se establecieran en dicha colonia. El Gobierno nacional entonces, deslindó parcelas a las familias italianas en la Colonia Bolívar, en donde fundaron el pueblo de Araira.
El censo venezolano de 1891 registró 3030 inmigrados procedentes del Reino de Italia, es decir, poco más del 6% del total de la población extranjera en Venezuela. Muchos de estos italianos (que reclamaban deudas del dictador Cipriano Castro) sufrieron persecuciones en ocasión del Bloqueo naval a Venezuela de 1902-1903 hecho por Italia junto a Inglaterra y Alemania, pero con Juan Vicente Gómez en 1908 la situación se normalizó.
A principios del siglo XX varios miles de italianos emigraron a Venezuela, consiguiendo buenas condiciones de trabajo, aunque la comunidad siguió siendo relativamente pequeña.

Para 1926 había 3.009 italianos en Venezuela... aproximadamente un tercio vivía en la capital, un sexto en Trujillo y había presencias respetables en Bolívar, Carabobo y Monagas. Zulia, con su puerto de Maracaibo, había ganado importancia. ... La "Societa' Fratellanza Italiana" fue una sociedad de beneficio mutuo fundada en Caracas en 1883. Otras organizaciones de la pequeña comunidad italiana incluyeron la "Associazione Nazionale Combatenti", la "Lega Navale Italiana", la "Camera di Comercio Italiana in Venezuela", una sección de la "Croce Rossa Italiana" y, fundado en 1923, el "Partito Nazionale Fascista", con más de doscientos miembros y organizaciones en cuatro ciudades: Caracas, Valencia, Puerto Cabello y Barquisimeto (Duaca). ... A principios de la década de 1920 se publicaron dos periódicos italianos, "Eco de Italia", seguido de "El Eco de la Patria". Los primeros intentos de impartir educación en lengua italiana datan de finales de la década de 1930, al igual que los inicios del primer club social, "La Casa de Italia" (fundado oficialmente en 1937 con el patrocinio del ministro italiano y renovado/ampliado en 1954). La Casa copatrocinó una escuela italiana, un instituto cultural y varios equipos deportivos, especialmente de fútbol y ciclismo.Susan Berglund

Pero en los años 1950 el presidente Marcos Pérez Jiménez promovió la inmigración europea, y así más de 300 000 italianos llegaron a Venezuela representando para la época más del 7% de la población venezolana. Cabe destacar la presencia de muchos italianos en 1952 en la creación de la Colonia agrícola de Turén, la más ambiciosa experiencia de este tipo jamás realizada en un país caribeño.Filippo Gagliardi fue el italiano más apreciado por Marcos Pérez Jiménez, que lo enriqueció enormemente ya que -siendo su amigo personal- fue el constructor de muchas de las obras de este presidente (hasta creó Uria, que iba a ser una "pequeña Venecia" y que desafortunadamente fue destruida en 1999 por enormes inundaciones).
Los italianos en el censo nacional de 1961 eran la Comunidad Europea más grande de Venezuela (delante de la española y portuguesa). En 1976 la Dirección de Estadísticas de Venezuela declaró que había 210 350 residentes italianos y 25 858 italianos "naturalizados" (o sea que habían obtenido la ciudadanía venezolana).
La escritora Marisa Vannini calculaba que en los años ochenta del siglo XX los ítalo-venezolanos eran casi 400 000, incluyendo (además de los italianos emigrados de Italia) más de 120 000 descendientes de la segunda generación, lo que representaba el 3% de la población. Actualmente la lengua italiana en Venezuela está influenciando con algunos modismos y palabras prestadas al español venezolano y está experimentando un renacimiento notable entre los ítalo-venezolanos de la segunda y tercera generación.
Santander Laya-Garrido estimaba que los venezolanos con por lo menos un abuelo italiano pueden ser casi un millón al principio del siglo XXI (como el presidente de Venezuela Raúl Leoni, cuyo abuelo era un refugiado italiano masón del siglo XIX). El embajador de Italia en Venezuela en 2010 estimaba que un 5% a 6% de la población venezolana actual tiene un origen italiano, es decir un poco más de 2 millones de habitantes, aunque algunos estudiosos calculan que se alcanza el 10% si se incluyen todos los descendientes de italianos desde los tiempos de Cristóbal Colón (cuando varios italianos —para evitar la prohibición española de no autorizar la llegada al Nuevo Mundo a los no nacidos en la península ibérica— llegaron ilegalmente cambiándose el apellido en forma hispanizada y omitiendo el lugar de nacimiento).

## Actividades principales
Inicialmente la agricultura era una de las actividades principales de la comunidad italiana en Venezuela. En los años cincuenta muchas familias italianas se mudaron de áreas pobres de la península a comunidades agrícolas venezolanas, como la Colonia Turén del estado Portuguesa.

La inmigración italiana fue un factor decisivo en la modernización de la producción (industrial y agropecuaria) y en las actividades comerciales en áreas urbanas y rurales venezolanas, como también en la mejoría del nivel de vida.
Pedro Grau

Pero la mayoría de los italianos se concentró en actividades comerciales, industriales y de servicios terciarios en la segunda mitad del siglo XX. En estos sectores los italianos alcanzaron lugares de predominio en la economía venezolana.  Durante la década comprendida entre 1948 y 
1958 el 50% de la construcción caraqueña fue realizada por contratistas y mano de obra italiana. Para 1961 el porcentaje de obras levantadas por mano de 
obra de origen italiano era del 48%; en 1967, 23%; en 1980, entre 20% y 25%, y a principios de la década de 1990 aún alcanzaba un 15%.

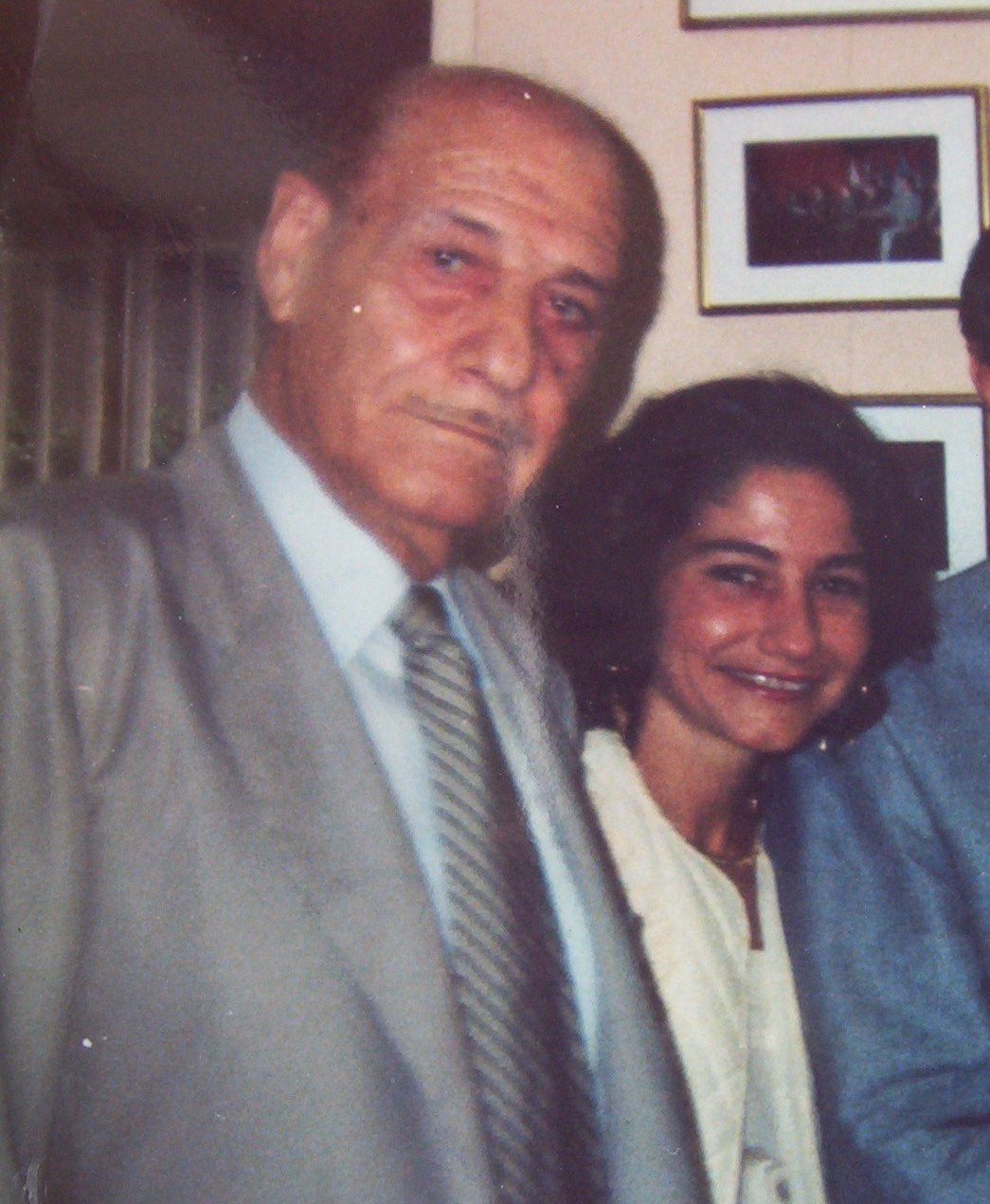
Pompeo D'Ambrosio, responsable con el hermano Mino de la época de oro del Deportivo Italia

Los principales periódicos italianos son Il Corriere di Caracas y La Voce D'Italia, publicados en Caracas. La principal institución educativa es la escuela Agustín Codazzi de Caracas (con cursos desde la primaria hasta el bachillerato italiano).
Desde 2002, el gobierno italiano se ha hecho promotor de una provisión legislativa para hacer obligatorio el estudio del idioma italiano como segunda lengua (extranjera) en las escuelas secundarias públicas de Venezuela.
El principal equipo de fútbol de los italo-venezolanos es el Deportivo Italia, con sede en Caracas, que alcanzó en la era D'Ambrosio renombre mundial (fue considerado el mejor equipo venezolano del siglo XX junto al Estudiantes de Mérida, según la Federación Internacional de Historia y Estadística de Fútbol) al ganar varios campeonatos nacionales y participar en la Copa Libertadores en los años sesenta y setenta (consiguiendo el famoso Pequeño Maracanazo).
Los italo-venezolanos han obtenido significantes resultados en la sociedad contemporánea de Venezuela. La embajada italiana calcula que en el año 2002 casi 1/3 de las industrias venezolanas, no relacionadas con la actividad petrolera, eran de propiedad o administradas por los italo-venezolanos directamente o indirectamente. Por ejemplo, una de las áreas de la sociedad venezolana que ha sido mayormente influenciada por los italianos es la de la gastronomía, con su industria alimentaria relacionada. En efecto el consumo de pasta en Venezuela es segundo en el mundo solamente al de la misma Italia: los espaguetis son considerados un plato fundamental en la dieta de los venezolanos (junto con la pizza).
Otro sector de la economía donde los italianos privilegian es la industria del calzado, especialmente en el área metropolitana de Caracas. 

Entre los años 1950 y 1970 se produjo en Venezuela un auge espontáneo de la industrialización y muchos de los grandes talleres de producción fundados por los inmigrantes se convirtieron con el paso del tiempo en fábricas e industrias de distribución masiva. Entre ellas se encontraba el área del calzado, un negocio que fue dominado hasta en un 70% por los inmigrantes italianos en nuestro país.
Armando Iachini

También la industria de la construcción de edificios tiene mucho aporte italiano: casi 1/3 de todos los edificios modernos de Caracas y del litoral central han sido hechos por italianos, según la embajada italiana.
En la comunidad italiana —actualmente una de las más importantes de Venezuela— hay Presidentes de la República (como Jaime Lusinchi y Raúl Leoni), políticos (como Enzo Scarano, Williams Dávila, Américo de Grazia y Rita Capriti), empresarios (como Giacomo Clerico y Enrique Delfino Arriens), directores de finanzas (como Pompeo D'Ambrosio, Tito Abbo, Angel Cervini, Jorge Botti y Eddo Polesel), economistas (como Alberto Adriani y Roberto Guarnieri), deportistas (como Johnny Cecotto, Gabriel Cichero, Francisco Cervelli, Giovanni Savarese), artistas (como Renny Ottolina, Aldo Donà, Yordano y Franco De Vita), actores (como Doris Wells, Umberto Buonocuore, y Pierina España), modelos internacionales (como Daniela Di Giacomo y Viviana Gibelli), escritores (como Vicente Gerbasi, Victoria De Stefano, Edoardo Crema y Bruno D'Ambrosio Merighi); ingenieros navales (como Mario Masciulli), pintores (como Emilio Boggio y Nedo Mion Ferrario), periodistas (como Antonio Pasquali y Margarita D'Amico); filólogos (como Marisa Vannini y Natalia Rosi de Tariffi), científicos (como Luis Razetti, Augusto Bonazzi, Fernando Giuliani); reinas de belleza internacionales (como María Antonieta Cámpoli y Paola Ruggeri) y muchas otras personalidades. 

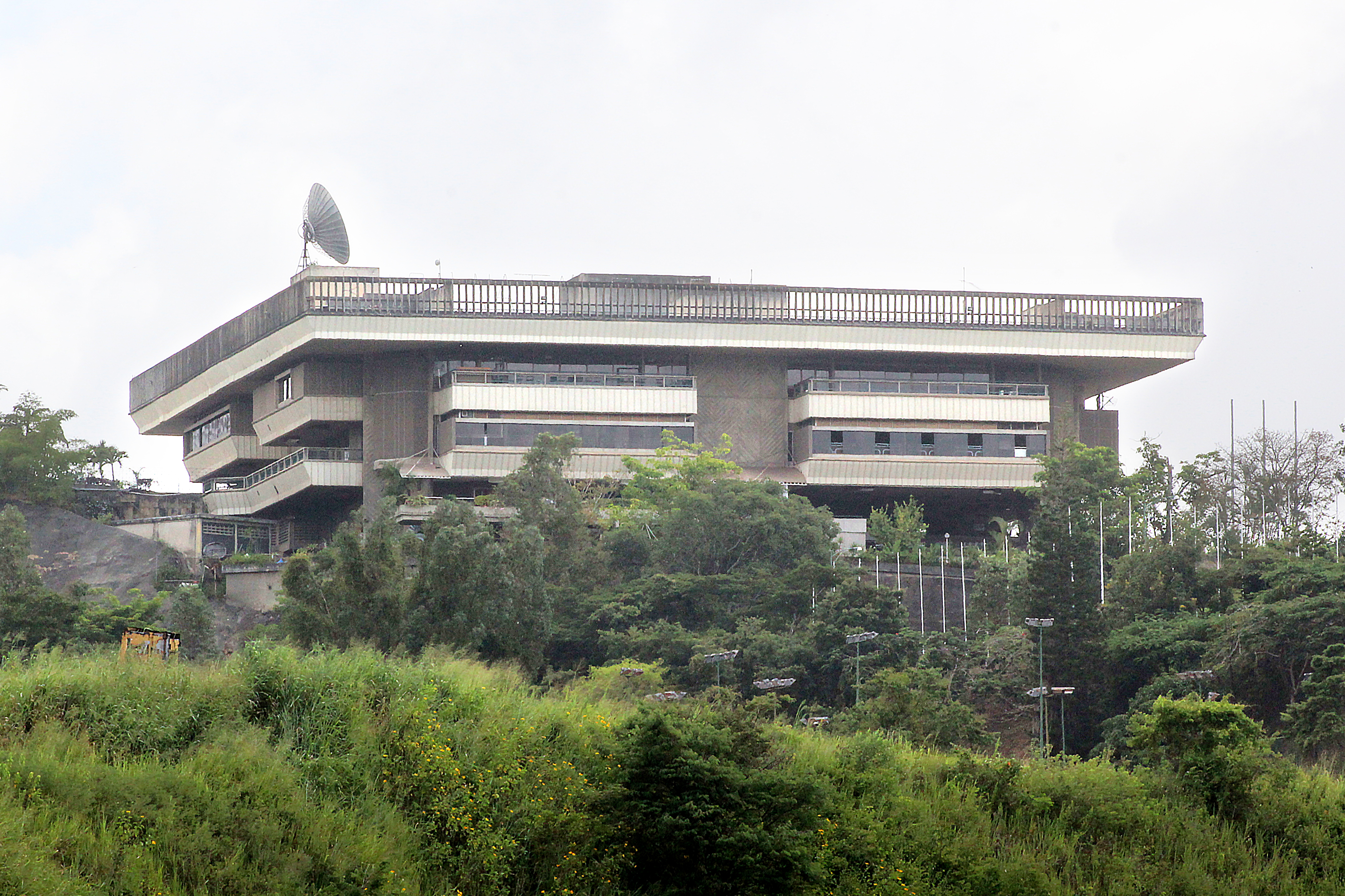
El Centro Italo-Venezolano de Caracas, el mayor centro social de los Italianos en Venezuela

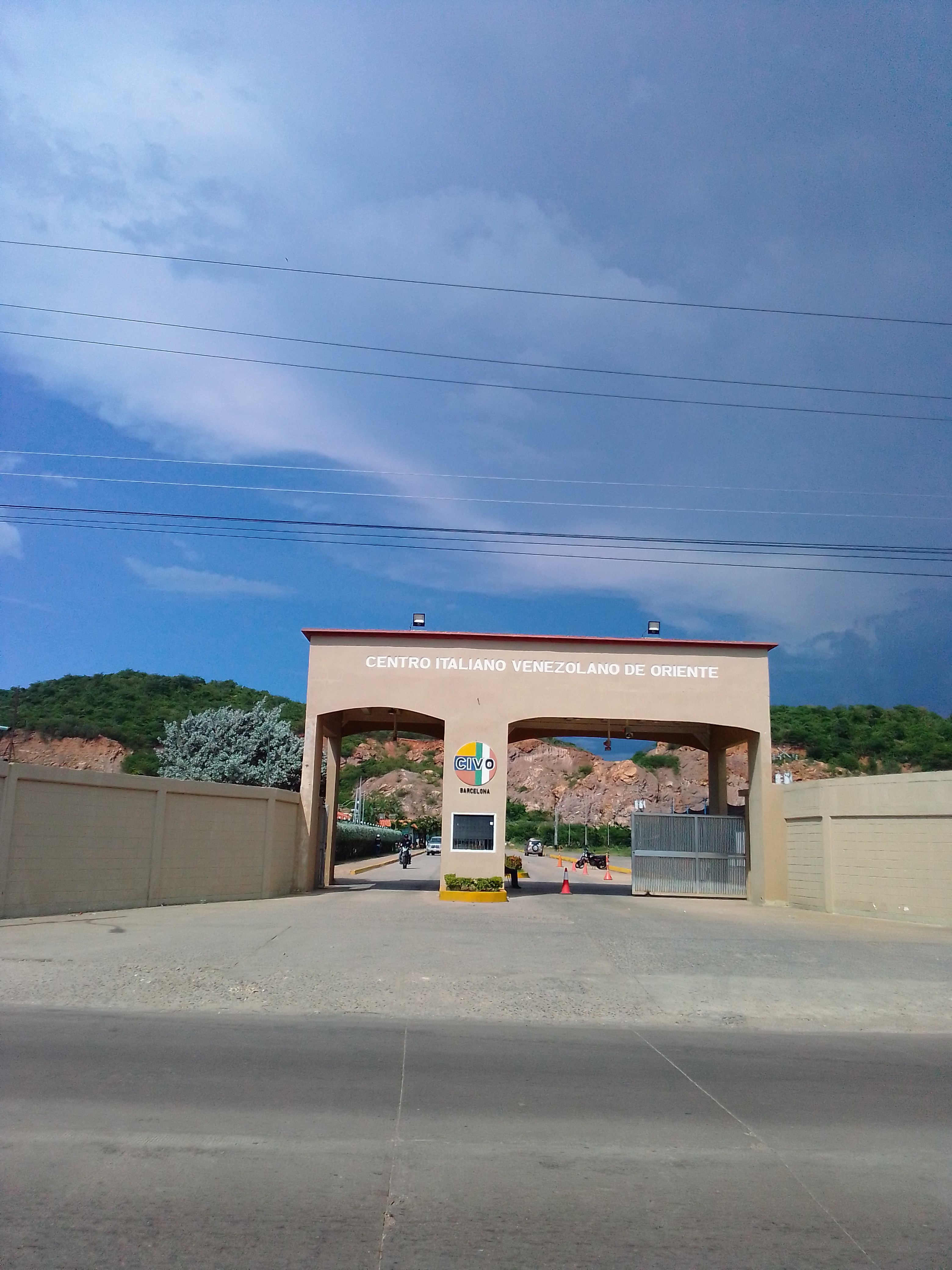
Centro Italiano Venezolano de Oriente

Cabe destacar que había doce parlamentarios de origen italiano en el Congreso de Venezuela en 2001.
Los italianos censados por el consulado en Venezuela son alrededor de 130 000, lo que sigue colocando a Venezuela como el país con la tercera comunidad italiana en toda América Latina luego de Argentina y Brasil. A pesar de los problemas económicos y sociales del país que afectan también la colonia, esta sigue siendo una presencia importante y recibe mucho apoyo del Consulado General en Caracas con la acción de Giovanni Davoli, cónsul desde 2009.
En las áreas metropolitanas de Caracas, Valencia y Maracay se concentra la mayoría de los italianos llegados después de la Segunda Guerra Mundial. En efecto actualmente la principal comunidad de italianos
en Venezuela es la de Caracas, que cuenta como principales puntos de congregación la Iglesia de Pompei en la Alta Florida, la Casa de Italia con la Plaza Italia (especialmente en la segunda mitad del siglo XX) y ahora el Centro Italo-Venezolano en Prados del Este.

## Inmigrantes italianos en los Andes

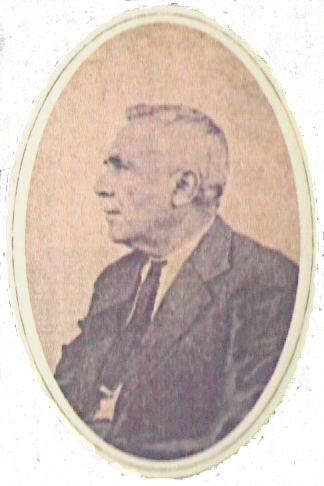
Calógero Paparoni último propietario de la afamada Hacienda La Victoria (Mérida)

El estado Mérida es una de las entidades federales de Venezuela que cuenta con una gran concentración de inmigrantes europeos, al igual que toda la región andina, aproximadamente el 70% de la población, tiene algún antepasado italiano, portugués o español entre otros. Desde la mitad del siglo XVIII Mérida fue el estado con mayor asentamiento de inmigrantes italianos sobre todo en pueblos como Jají, Tovar, Santa Cruz de Mora, Zea o Tabay.
La mayoría llegaron en la segunda mitad del siglo XIX como Constantino Valeri o Luis Napoleón Mazzei Braschi; a inicios del siglo XX como Luigi Bosetti, Mario Spinetti y finalmente aquellos otros que tocaron tierras andinas luego de concluida la Segunda Guerra Mundial como Pedro Gréspan y sus hermanos.
Entre los primeros italianos que se establecieron en la geografía de los Andes se reconoce a familias que vinieron de la Isla de Elba, entre ellos quizás uno de los más relevantes fue el General Garibaldino (Giuseppe (José) Garbi Miliani]) (1839-1899) quien junto a su esposa (Lucia Galli) (1840-1920) ambos procedentes de Sant'Ilario in Campo, llegaron a Venezuela a mediados de siglo XIX y se establecieron en San Lázaro, estado Trujillo.
Hoy son muchos los apellidos que asumidos como merideños, se deben a las diversas oleadas que personificaron los cuatro personajes antes señalados. Pero, por supuesto, hay muchos más apellidos de origen italiano: Adriani, Anselmi, Barone, Benedetto, Benti, Bernotti, Berti, Bosetti, Braschi, Capotti, Carnevali, Chiossone,  Consalvi, Corsetti, Dezeo, Dini, Dizio, Fossi, Galli, Garbi, Giudici, Grisolía, Greco, Lupi, Maggi, Masini, Mazzarri, Mazzei, Menottti. Mibelli, Miliani, Murzi, Paparoni, Pardi, Patrizzi, Pisani, Pelizzari, Pulitti, Sardi, Selvi, Sívoli, Spinetti y  Valeri entre otros. Todos ellos dieron a Mérida y sus poblaciones interioranas lo mejor de su esfuerzo, de su capacidad productiva e intelectual. En términos generales los italianos que se establecieron en Mérida desde el siglo XIX hasta muy entrado el siglo XX, hicieron de Mérida un lugar mejor para vivir, produjeron riqueza y la hicieron más cosmopolita.
Cabe destacar que de esta primera emigración italiana en los Andes desciende el Dr. Alberto Adriani Mazzei, quien fue uno de los fundadores del Banco Central de Venezuela y reorganizó la Hacienda Pública Nacional en 1936.

## Población

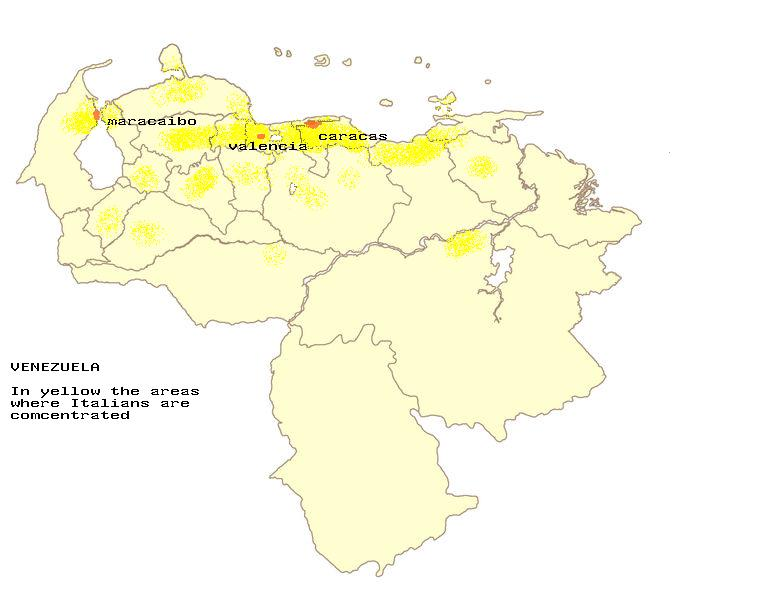
Áreas (en amarillo) y ciudades de Venezuela donde se concentran los italianos y sus descendientes. En Caracas, Maracaibo y Valencia vive el 66% de los italo-venezolanos.

| Población italiana en Venezuela | Población italiana en Venezuela | Población italiana en Venezuela | Población italiana en Venezuela  | Población italiana en Venezuela       |
| Año de censo                    | Población venezolana            | Población italiana              | % de Italianos entre extranjeros | % de Italianos en la población total. |
| ------------------------------- | ------------------------------- | ------------------------------- | -------------------------------- | ------------------------------------- |
| 1863                            | 3.364.347                       | 2.652                           | 6,6                              | 0,15                                  |
| 1941                            | 3.850.771                       | 3.137                           | 6,3                              | 0,07                                  |
| 1950                            | 5.034.838                       | 43.997                          | 31,1                             | 0,91                                  |
| 1961                            | 7.523.999                       | 121.733                         | 24,6                             | 1,87                                  |
| 1971                            | 10.721.522                      | 188.249                         | 20,3                             | 1,68                                  |
| 1981                            | 14.516.735                      | 80.002                          | 4,86                             | 0,87                                  |

## Principales asociaciones e instituciones

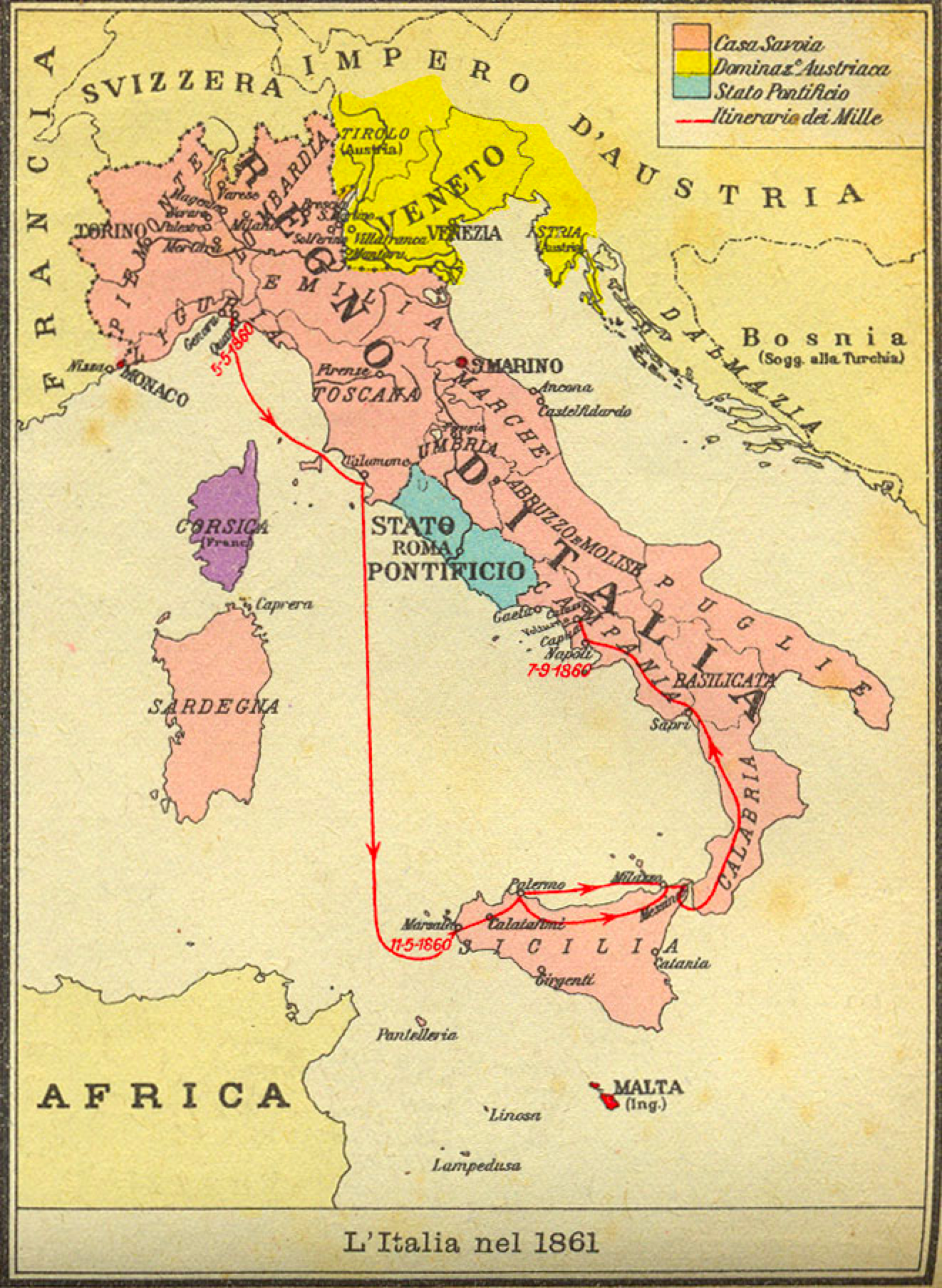
Mapa de Italia en 1861, cuando empezó la emigración italiana de masa hacia Venezuela.

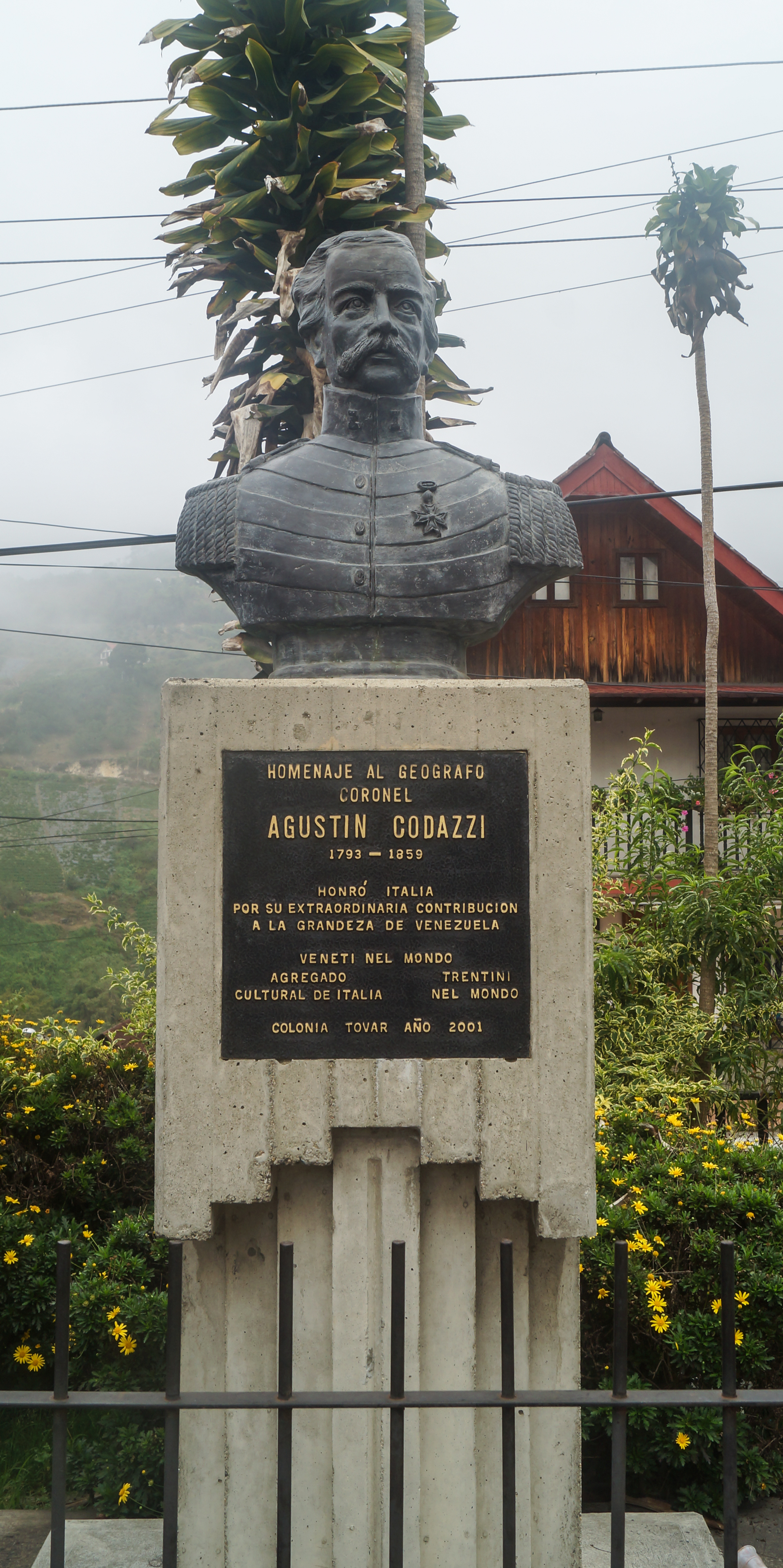
Monumento erigido en la Colonia Tovar por la comunidad de Veneti nel Mondo en homenaje a su fundador Agostino Codazzi con la inscripción "Honró Italia por su extraordinaria contribución a la grandeza de Venezuela".

Según el portal Italiani nel Mondo las principales asociaciones italianas en Venezuela son las siguientes:
- Asociación Region Liguria de Venezuela en Barquisimeto, Lara
- Associazione Campana di Lara en Barquisimeto, Lara
- Associazione Emilia Romagna en Barquisimeto, Lara
- Asociación Civil Agustin Codazzi en Caracas, DC
- Asociación Civil Abruzzesi e Molisani nel Mondo en Caracas, DC
- Asociación Cultural Menfitani en Caracas, DC
- Associazione Calabrese en Caracas, DC
- Associazione Civile Campani in Venezuela en Caracas, DC
- Associazione Civile Regionale Basilicata en Venezuela en Caracas, DC
- Associazione Civile Regionale Assolucana en Caracas, DC
- Associazione Emiliano Romagnola en Caracas, DC
- Associazione Nazionale Marchigiani del Venezuela en Caracas, DC
- Associazione Toscani in Venezuela en Caracas, DC

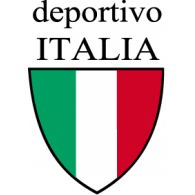
Logo del "Deportivo Italia" cuando fue fundado en 1948. El equipo fue considerado el mejor equipo venezolano del, según la Federación Internacional de Historia y Estadística de Fútbo

- Associazione storica "Deportivo Italia" en Caracas, DC
- Cámara de Comercio Venezolano-Italiana (CAVENIT)[45] en Caracas, DC
- Casa D'Italia en Caracas, DC
- Centro Italo-Venezolano en Caracas, DC
- Circolo Trentino en Caracas, DC
- Circolo Trevisani en Caracas, DC
- Colegio Bolivar y Garibaldi en Caracas, DC
- Famiglia Bellunese en Caracas, DC
- Federazione Delle Associazioni Campane del Venezuela en Caracas, DC
- Instituto Italiano de Cultura en Caracas, DC
- Il Corriere di Caracas en Caracas, DC
- La Voce D'Italia en Caracas, DC
- El Aragüeño en Maracay, Aragua
- Liceo Agostino Codazzi en Caracas, DC
- Club Social Italiano en Calabozo, Guárico
- Casa D'Italia en Ciudad Bolívar, Bolívar
- Centro Cultural Venezolano-Italiano Ciudad Ojeda, Zulia
- Asociación Region Emilia Romagna de Venezuela en Maracaibo, Zulia
- Casa D'Italia en Maracaibo, Zulia
- Centro Cultural Venezolano-Italiano en Maracaibo, Zulia
- Colegio Antonio Rosmini en Maracaibo, Zulia
- Associazione Civile Campani dello Stato di Aragua Maracay, Aragua
- Associazione Molisani di Aragua Maracay, Aragua
- Casa de Italia en Maracay, Aragua
- Club Social Italo-Venezolano Punto Fijo, Falcón
- Associazione Campana Táchira en San Cristóbal, Táchira
- Associazione Civile Marchiglia dell'Occidente del Venezuela en San Cristóbal, Táchira
- Asociación Civil Abruzzesi e Molisani nel Mondo en Valencia, Carabobo
- Asociación Regional Siciliana di Carabobo en Valencia, Carabobo
- Associazione Regione Emilia Romagna di Carabobo en Valencia, Carabobo
- Associazione Campana Carabobo "Centro Social Italo-Venezolano" en Valencia, Carabobo
- Gruppo Folklorico Italo-Venezolano Valencia, Carabobo
- Associazione Emilia Romagna en Valera, Trujillo
- Centro Italo-Venezolano en Valera, Trujillo
- Unidad Educativa Italo-Venezolana Juan XXIII en Cabimas, Zulia

Además existen centros italianos en muchas ciudades más del interior como Barcelona, Barinas, Cabimas, Carúpano, Ciudad Guayana, El Tigre, Guanare, Los Teques, Mérida, Porlamar, Puerto La Cruz, San Fernando de Apure y Valle de la Pascua entre otras, así como oficinas regionales de la Cámara de Comercio Venezolana-Italiana en Acarigua, Barquisimeto, Ciudad Guayana, Maracaibo, Maracay y Valencia.